# アンディ・グリフィス
アンディ・サミュエル・グリフィス（Andy Samuel Griffith、1926年6月1日 - 2012年7月3日）は、アメリカ合衆国の俳優、テレビプロデューサー、サザン・ゴスペルのグラミー賞受賞歌手、作家。トニー賞に2回ノミネートされたことがあり、1957年のエリア・カザン監督の映画『群衆の中の一つの顔』で頭角を現し、1960年から1968年のシチュエーション・コメディ『メイベリー110番』、1986年から1995年の法廷ドラマ『マトロック』で主人公を演じてさらに有名になった。

## 若年期及び学歴
1926年6月1日、ノースカロライナ州マウントエアリーで父カール・リー・グリフィスと母ジェネヴァ・ナンの間の一人っ子として生まれた。マリリン・モンローと同じ生年月日である。乳児期、両親が家を買う余裕ができるまで親戚宅に預けられていた。ベッドがなく、数ヶ月間化粧ダンスの引き出しに寝かせられていた。1929年、3歳の頃に父は大工として働き始め、マウントエアリー南側の労働者階級が住む地域に家を買った。
音楽を聴いて育ち、父からは家族の昔話を基にユーモアを教え込まれた。学校に行き始めると、自分が下層階級の出身であることに気付いた。彼は最初はシャイな子供だったが、同級生を笑わせる術を身につけると積極的になり本領を発揮するようになった。
マウントエアリー高等学校の生徒だった頃、芸術への興味が高まり、演劇のプログラムに参加した。音楽、特にスウィング・ジャズをますます好むようになり、彼の生活は一変した。バプテストとして育ったが、ブラスバンドを率いるモラヴィア兄弟団牧師のエド・ミッキーに歌やトロンボーンを習ううちに彼を尊敬するようになった。1944年に高等学校を卒業するまで、ミッキーはグリフィスの音楽の才能を育て続けた。現在もロアノーク島で演じられている、ポール・グリーン作の『Lost Colony 』に出演できることになり、グリフィスはとても喜んだ。数年間所属していくつかの役を経験した後についにノースカロライナ州の州都であるローリーの名前の元となるウォルター・ローリーの役を得た。
大学で、モラヴィア兄弟団の牧師になるための勉強を始めたが、専攻を音楽に変えて大学演劇部のカロライナ・プレイ・メイカーズの一員となった。ノースカロライナ州チャペルヒルにあるノースカロライナ大学チャペルヒル校(UNC)に通い、1949年音楽学士として卒業した。大学では、アメリカ最古と言われる男性音楽社交クラブのUNC支部の代表を務めた。学生オペレッタとして『コルヌヴィーユの鐘』(1946年)、ギルバート & サリヴァンの『ゴンドラの船頭達』(1945年)、『ミカド』(1948年)、『軍艦ピナフォア』(1949年)などに出演した。
卒業後数年間、ノースカロライナ州ゴールズボロのゴールズボロ高等学校で音楽と演劇を教えた。生徒の中にはカール・カッセルがいた。またその頃には作家活動を始めていた。

## 経歴

### コメディアンから映画俳優へ
初期の活動として、田舎の男性がフットボールの観戦に行こうとする話である『What It Was, Was Football 』のような長編の一人芝居を行なっていた。1953年、この作品はコロニアル・レコードよりシングル・レコードで発売されてヒットし、1954年のチャートで第9位になった。
1955年3月、1話完結の『The United States Steel Hour 』シリーズで、アイラ・レヴィンの1時間のテレビドラマ版『軍曹さんは暇がない』(田舎者のアメリカ空軍兵の話)に出演した。1955年10月、ブロードウェイで同作の舞台版に出演し、1956年のトニー賞で演劇助演男優賞にノミネートされたがエド・ベグリーに阻まれ受賞を逃した。1956年、ついにシアター・ワールド賞を別の作品で受賞した。ニューヨーク・タイムズのブルックス・アトキンソンは「グリフィス氏はウィル・ストックデイル(役名)を見下すべきではない」、「彼はただ舞台の上を歩き、観客をまっすぐ見るだけ。武装兵がウィル・ストックデイルとうまく対処できなければ、観客もアンディ・グリフィスに我慢できないだろう」と表した。
1958年、映画版『軍曹さんは暇がない』にドン・ノッツ(微細運動技能試験を任されている伍長役)と共に出演し、これをきっかけに2人は長年に渡る関係が始まった。この作品は後のシチュエーション・コメディのテレビ番組『マイペース二等兵』に派生する。
1957年、ミュージカル『砂塵』にドロレス・グレイと共演した。ハロルド・ローム作詞作曲のこの作品は1年以上、472公演上演された。1960年のトニー賞でミュージカル主演男優賞にノミネートされたがジャッキー・グリーソンに阻まれ受賞を逃した。
1958年、フィーチャー映画『水兵さんは暇がない』でアメリカ沿岸警備隊を演じたが、評判も悪く商業的にも成功しなかった。

### 『群衆の中の一つの顔』(1957年)
1957年、『群衆の中の一つの顔』で映画デビュー。田舎の男性を演じたが、この田舎者は器用で野心家の放浪者で、後にテレビ番組の司会となり自身の番組を利用して政治力を強めようとした。。共演者はパトリシア・ニール、ウォルター・マッソー、アンソニー・フランシオサ、リー・レミック(映画デビュー作)、監督はエリア・カザン、脚本はバッド・シュールバーグ。
2005年、ミニ・ドキュメンタリー、シュールバーグや当時生存していた出演者のグリフィス、フランシオサ、ニールのコメントが収録されたDVDが発売された。グリフィスのインタビューは何十年も変わらない様子で自身のコンプレックスなどを語った。そしてカザンが最初に撮った、アーカンソー州への道中にグリフィスの役を魅了した、レミックがまだ10代でバトントワリングをしているシーンを見てカザンの思い出を語った。そして映画公開当時よりもこの数十年で作品はより人気が出て尊重されてきていると語った。

### テレビ・ドラマ出演

#### 初期
1955年、1時間ドラマ『The United States Steel Hour 』シリーズの『軍曹さんは暇がない』でテレビ初出演。シリーズの最初の2話分であった。
1960年、ダニー・トーマス主演の『Make Room For Daddy 』に治安判事でもあり地方紙の編集者でもある郡保安官として出演。トーマスの役が小さな町に足をとめ『メイベリー110番』のパイロット版としてのエピソードとなった。どちらのドラマもシェルドン・レオナードプロデュースである。

#### 『メイベリー110番』(1960年～1968年)
1960年、CBS系列の『メイベリー110番』の保安官、アンディ・テイラーとして出演。保安官であり町の賢者でもある男やもめが住むノースカロライナ州の架空の町メイベリーが舞台である。主なシーンはデシル・スタジオで、外観はカリフォルニア州カルバーシティのフォーティ・エイカーで撮影された。
1960年から1965年、性格俳優でありコメディアン、そしてグリフィスの長年の友人でもあるドン・ノッツが保安官バーニー・ファイフ役で共演した。テイラーの親友であり仕事のパートナーでもあるいとこ同士。最初のシリーズの会話中、「いとこのアンディ」「いとこのバーニー」と呼び合っていた。当時子役であったロン・ハワードがテイラーの一人息子オーピー・テイラーを演じた。
このドラマはすぐにヒット作となった。グリフィスはこの作品で作者として名前が載ることはなかったが、全ての脚本に携わっていた。ノッツはコメディの演技を評価されて5度、フランシス・ベイヴィアは1967年にエミー賞を獲得したが、グリフィスは放映中のノミネートは一度もなかった。
1967年、CBSとさらに1シーズン分の契約をしたが、その頃には映画など他の経歴を積みたがっていた。続編として農家の男やもめ役でケン・ベリー主演の『メイベリー R.F.D.』が製作され、前作の登場人物がレギュラーあるいはゲストとして登場した。グリフィスはこの続編のエグゼクティブ・プロデューサー(グリフィスによると、週に一度一週間分の台本をチェックして書き込むだけだった)として関わった他、5話分にゲスト出演した(ヘレン・クランプとの結婚のエピソードを含む)。1986年、再結集したテレビ映画『Return to Mayberry 』にテイラーとして再登場し、さらに1993年と2003年に再結集特別番組が放送され、いずれも高視聴率を獲得した。

#### 『マトロック』(1986年～1995年)
1968年のまだ人気が高いうちに『メイベリー110番』が終了し、1972年、自身のプロダクション会社アンディ・グリフィス・エンタープライズを立ち上げ『The Headmaster 』（1970年)、『The New Andy Griffith Show 』(1971年)、『Adams of Eagle Lake 』(1975年)、『宇宙清掃株式会社/NASAもビックリ!廃品再生手作りロケット月面着陸!』(1979年)、『The Yeagers 』(1980年)を製作したが、どれも成功とは言えなかった。1986年に患ったギラン・バレー症候群による足の麻痺のリハビリに多くの時間を費やした後、NBC及びABCの法廷ドラマ『マトロック』(1986年～1995年)のタイトル・ロール、マトロック役でテレビに復帰した。ジョージア州アトランタの南部アメリカ英語を話す敏腕弁護士役。『マトロック』には当時まだ無名で幼少期にアンディ・グリフィスのファンだったというナンシー・スタフォード(1987年～1992年:ミッチェル・トーマス役)、クラレンス・ギルヤード(1989年～1993年:コンラッド・マクマスターズ役)が出演した。火曜夜に放送されていた第1シーズン終了時には高視聴率を獲得していた。番組は4度エミー賞にノミネートされたが、グリフィスは1度のノミネートに留まった。しかしながらついに1987年のピープルズ・チョイス・アワードで受賞された。
第6シーズン放送中、この作品の非公式の監督、エグゼクティブ・プロデューサー、作家としての活動をおこなっていた。

#### 他のテレビ番組
『プレイハウス90』、『マイペース二等兵』、『The Mod Squad 』、『ハワイ5-0』、『ドリス・デイ・ショー』、『陽気なルーシー』、『地上最強の美女バイオニック・ジェミー』、『ファンタジー・アイランド』など様々な作品に出演した。1997年、『Dr.マーク・スローン』にベン・マトロック役で出演し、一番新しい作品は2001年の『ドーソンズ・クリーク』でのゲスト出演である。

### 映画(テレビ映画を含む)
1970年代のほとんどを、『Go Ask Alice 』(1971年)、『狂気のビルジャック/監禁エレベーター爆破7秒前』(1972年)、『連続殺人・恐怖のスキー場』(1974年)、『Pray for the Wildcats 』(1974年)など多くのテレビ番組出演に費やし、そのほとんどが悪役であった。ロブ・ホワイト作『Deathwatch 』を原作としたテレビ映画『砂漠の追撃者』(1974年)で再度悪役を演じた。テレビ映画『テキサス殺人事件』(1981年)で演じた、殺人容疑者の父親役で助演男優賞ミニシリーズ/テレビ映画部門として初めてプライムタイム・エミー賞にノミネートされ、さらに保安官役としてジョニー・キャッシュも出演していた『Murder in Coweta County 』(1983年)の殺人鬼役の演技で多くの賞賛を浴びた。『地上(ここ)より永遠に』(1979年)、『ルーツ2』 (1979年)、『遥かなる西部』(1978年)などに出演し、ウォーターゲート事件を基にした『権力と陰謀〜大統領の密室 』(1977年)ではリンドン・ジョンソンを基にした役を演じ、性格俳優としての地位を築き始めた。
主演テレビ映画のほとんどがシリーズ化した。しかし『連続殺人・恐怖のスキー場』(1974年)や2話で打ち切られた『Adams of Eagle Lake 』(1975年)は短命で終わった。翌年ニューヨーク市の弁護士を演じた『Street Killing 』(1976年)もシリーズ化に失敗。1977年、NBCの『The Girl in The Empty Grave 』、『Deadly Game 』ではアンディ・テイラーを厳しくしたような警察署長アーベル・マーシュを演じ、高視聴率を獲得した。
10年ほどテレビ映画に出演しながら映画、1930年代の気難しい西部劇イ役者役を演じたジェフ・ブリッジスとダブル主演のコメディ『Hearts of the West 』(1975年)、ゲイの極悪大佐を演じたトム・ベレンジャーと共演したコメディ映画『Mr.早射ちマン』(1985年)にも出演したが、興行的には芳しくなかった。
1984年、NBCの連続テレビ・ドラマ『疑惑』に弁護士役で出演し、この役が後の『マトロック』の基となったと言われている。
1985年、テレビ映画『Crime of Innocence 』で子供にも容赦なく刑務所行きを言い渡す冷酷な裁判官を演じ、『群衆の中の一つの顔』を観たことがない人達を驚かせた。他の特筆すべき悪役はテレビ映画『Under the Influence 』(1986年)の口の悪いアルコール中毒者の老人役。1995年頃ジョン・リッターと共演した『Gramps 』の危険でミステリアスな老人役でも演技の幅で視聴者を驚かせた。レスリー・ニールセン主演のスパイ映画『スパイ・ハード』(1996年) ではコミカルな悪役を演じた。テレビ映画『A Holiday Romance 』(1999年)でジェイク・ピーターソン役を演じた。『Daddy and Them 』(2001年)では南部の機能不全家族の家長を演じた。
『ウェイトレス 〜おいしい人生のつくりかた』(2007年)ではケリー・ラッセルが演じる女性を気に入る気難しいダイナーの店主を演じた。彼の最後の出演作はロマンティック・コメディ、自主映画の『Play the Game 』(2008年)での主役で、60年ぶりに恋をする寂しい男やもめ役。『メイベリー110番』で子役だったロン・ハワードの実の父親であるランス・ハワードが、『メイベリー110番』でアイスやピーナッツ・バター・サンドを欲しがる子供レオンが成長した役でロンの実の弟クリント・ハワードが出演した。

### 歌及び音楽
『群衆の中の一つの顔』、『メイベリー110番』、『マトロック』などの演出上、役で歌うことが何度かあった。1950年代の一人芝居レコードの他に、『メイベリー110番』出演中、テーマ曲『The Fishin' Hole 』の彼が歌ったバージョンを含むアップビートのカントリーやゴスペルなどのアルバムを製作した。近年、スパロウ・レコードからクリスマスの聖歌を収録したクラシック・アルバムが発売され、成功をおさめた。彼の最も成功したアルバムは1996年発売の『I Love to Tell the Story: 25 Timeless Hymns 』で、アメリカレコード協会によりプラチナ認定された。
カントリー歌手ブラッド・ペイズリーの『Waitin' on a Woman 』(2008年)のミュージック・ビデオにも出演している。

### 名前に関する法廷闘争
2006年11月、ウィスコンシン州プラットビルのウイリアム・ハロルド・フェンリックは名前を法的にアンドリュー・ジャクソン・グリフィスに変えたが、グラント郡の保安官としてうまく機能しなかった。その後俳優グリフィスはグリフィス(ヘンリック)に知的財産権とプライバシー法により「ただグリフィスの知名度を利用して選挙を優位に運ぼうとした」かどで訴えを起こした。
2007年5月4日、連邦地方裁判所の裁判官ジョン・サバスによるとグリフィス(ヘンリック)は憲法修正第1条における言論の自由により、商業的に利用したのではなく公職を得るために名前を変えただけであって知的財産権を侵害していない、と判決した。

## 交友関係

### R・G・アームストロング
著名人の中で最も長く交流を続けてきたのが、1949年、当時無名だったR・G・アームストロングである。グリフィスと最初の妻の、UNCで演劇を専攻していた生徒であった。大学卒業後、ニューヨーク市のアクターズ・スタジオで悪役になるための勉強を始めた。
1960年代、『メイベリー110番』でお転婆娘の父親の農夫役で出演して再会した。1980年代、ノースカロライナ州ウィルミントンで撮影をしていた『マトロック』の2話分にマトロックを若者に紹介する有能な保安官役で出演し、以降交流を続けてきた。
2012年7月27日、グリフィス没後たった24日でアームストロングも亡くなった。

### ドン・ノッツ
1955年、ブロードウェイの『軍曹さんは暇がない』で共演したことから彼らの友情は始まった。数年後ノッツは『メイベリー110番』に5シーズンに亘りレギュラー出演。1965年で番組を離れたが、定期的にゲスト出演していた。途中打ち切りになった『The New Andy Griffith Show 』のパイロット版にも出演し、1988年と1992年には『マトロック』にもその役で出演した。
2人の交友関係は2006年2月24日にノッツが亡くなるまで続いた。グリフィスはノースカロライナ州マンテオの自宅からロサンゼルスのシダーズ・サイナイ医療センターに肺癌で末期症状のノッツが亡くなる直前に見舞うことができた。

### ディック・ヴァン・ダイク
ビル・コスビーのインタビューで、1954年にニューヨーク市のナイトクラブで働いていた頃、グリフィスが若い俳優でコメディアンのディック・ヴァン・ダイクと会った時のことを語ったと話した。彼らは後に親友となった。コメディアンのダニー・トーマスは後に『メイベリー110番』となる『Make Room For Daddy 』のスピンオフでグリフィスにスターとなる機会を与えた。後年ヴァン・ダイクにトーマスが製作した『The Dick Van Dyke Show 』に出演することとなった。
数年後、グリフィスは『マトロック』初回放送にヴァン・ダイクを出演させ、ヴァン・ダイクは殺人事件を扱う裁判官を演じた。11年後、『Dr.マーク・スローン』でグリフィスは『マトロック』の役であるベン・マトロックとしてヴァン・ダイクと再度共演した。この役がグリフィス引退前の最後の出演となった。
ヴァン・ダイクはグリフィスが亡くなるまで交流を続けた。

### ロン・ハワード
1960年、『メイベリー110番』と同じく親子で『Make Room For Daddy 』にゲスト出演したのが始まり。『メイベリー110番』では8シーズンの間、ユニークな父と息子の関係が演じられた。
スピンオフ『メイベリー R.F.D.』にもゲスト出演。グリフィスの演じる役が長年付き合ってきた彼女と結婚するエピソード『Gomer Pyle USMC 』、ハワードの役であるオーピーが家を飛び出しアメリカ海兵隊に入隊しようとする『Opie Joins the Marines 』など。大人になったオーピーが父親になろうとする『Return to Mayberry 』(1986年)でも2人で主演した。1993年、2003年にもCBSの再会番組で共演した。
1982年の『サタデー・ナイト・ライブ』にハワードがホストで出演した際、グリフィスはアンディ・テイラーの亡霊としてサプライズで出演した。『マトロック』には自身は出演しなかったが、母親のジーン・スピーグル・ハワードが端役で1エピソードだけ出演した。1987年にグリフィスがピープルズ・チョイス・アワードで受賞した際はお祝いに駆け付けた。
ハワードとグリフィスは互いに近況を報告し合い、グリフィスはハワードが大人になってからも子供の頃の愛称である「ロニー」と呼び続けた。
2008年10月、グリフィスとハワードはネット上の動画『Ron Howard's Call to Action 』でメイベリーでの役を束の間再現した。この動画はコメディ動画サイト『Funny or Die 』に投稿された。選挙推進と、民主党候補者であったバラク・オバマとジョー・バイデンを支持する内容となっている。
2012年7月3日の朝、何十年も交流を続けた『メイベリー110番』での父親役のグリフィスが亡くなったことでひどく落胆した。彼の死に際し、ハワードは「ドラマ、コメディ、音楽など彼の製作に対する愛は周りに良い刺激を与えた。『メイベリー110番』のセットで彼は楽しみながらもプロの精神を共存させていた。とても素晴らしい環境であった。それは人々に何かを作り出すことを楽しむことができるきっかけになると彼は考えたのではないかと思う。このきっかけに彼は常に敬意と情熱を持ち、全く気取らず自然に人々と接していた。彼は観客に対するファン・サービスを欠かさず敬意を払うよう努めていた。彼は私に大きな影響を与えた。彼が亡くなったことは悲しい。しかし彼は素晴らしい充実した人生を歩んできた」と語った。

## 政治的活動
2008年10月、ロン・ハワードと共に大統領選挙でバラク・オバマを支持する動画を『Funny or Die 』に投稿した。
2008年、さらにハワードと共にグリフィスが民主党を支持していること、ノースカロライナ州知事マイク・イーズリーとビヴ・パーデューを支持していることをインターネットの動画サイトで発表。グリフィスは2人の就任式でスピーチしている。1989年、共和党に鞍替えした上院議員ジェシー・ヘルムズに反対する民主党からの公式オファーを断ったことがある。
2010年7月、メディケアの広告に出演した
。

## 人物
1945年、ノースカロライナ大学の生徒だった頃、全米男性音楽社交クラブのメンバーとなった。
3回結婚し、2人の子をもうけた。
1949年8月22日、グリフィスとバーバラ・エドワーズは結婚し、息子としてアンディ・サミュエル・グリフィスJr(サム・グリフィス:1957年生まれ)、娘としてディキシー・ナン・グリフィスを養子に迎えた。1972年離婚。1996年、デベロッパーであったサムは数年アルコール依存症を患った後に亡くなった。
1973年から1981年、2番目の妻としてギリシャ人女優のソリカ・カッスートと結婚していた。
1983年4月12日、『Murder in Coweta County 』の撮影中知り合ったシンディ・ナイトと3度目の結婚。
1983年4月、初めての大きな健康問題としてギラン・バレー症候群と診断され膝の麻痺により7ヶ月ほど歩けなかった。
2000年5月9日、バージニア州ノーフォークのセンタラ・ノーフォーク総合病院で心臓の4ヶ所のバイパス手術を受けた。2007年9月5日、ロサンゼルスのシダーズ・サイナイ医療センターで、転倒により痛めた腰の手術を受けた。
2012年7月3日午前7時頃、ノースカロライナ州デア郡ロアノーク島マンテオにある沿岸の自宅にて心臓麻痺により死去。満86歳没。死後5時間内に島内の家族の墓地に埋葬された。

## 映画等

### 主な作品
| - 群衆の中の一つの顔 (1957年) - 軍曹さんは暇がない (1958年) - 水兵さんは暇がない (1958年) - ママは二挺拳銃 (1961年) - Angel in My Pocket (1969年) - Hearts of the West (1975年) - Mr.早射ちマン (1985年) | - スパイ・ハード(1996年) - Daddy and Them (2001年) - The Very First Noel (2006年) (声の出演) - ウェイトレス 〜おいしい人生のつくりかた (2007年) - Christmas Is Here Again (2007年) (声の出演) - Play the Game (2008年) |

### 短編
| - Rowan & Martin at the Movies (1968年) - What It Was, Was Football (1997年) | - Waitin' on a Woman (ブラッド・ペイズリーのミュージック・ビデオ) (2008年) |

## テレビ・ドラマ
| - Make Room For Daddy (1960年; シーズン7に『メイベリー110番』のテイラー親子として出演) - メイベリー110番 (1960年-1968年) - The Headmaster (1970年-1971年) - The New Andy Griffith Show (1971年; 13話で打ち切り) - 狂気のビルジャック/監禁エレベーター爆破７秒前 (1972年) - Go Ask Alice (1973年) - Pray for the Wildcats (1974年) - 連続殺人・恐怖のスキー場 (1974年) - 砂漠の追撃者 (1974年) - Adams of Eagle Lake (1975年; 2話で打ち切り) - Street Killing (1976年) - 作者を探す六人の登場人物 (1976年) - Frosty's Winter Wonderland (1976年) - 権力と陰謀・大統領の密室 (1977年) - The Girl in the Empty Grave (1977年) - Deadly Game (1977年) - 遥かなる西部 (1978年) | - 宇宙清掃株式会社/NASAもビックリ!廃品再生手作りロケット月面着陸! (1979年; 20話で打ち切り) - 地上(ここ)より永遠に (1979年) - ルーツ2 (1979年) - The Yeagers (1980年; 2話で打ち切り) - テキサス殺人事件 (1981年) - For Lovers Only (1982年) - Murder in Coweta County (1983年) - ブライアンの悪夢 (1983年) - 疑惑 (1984年) - Crime of Innocence (1985年) - Return to Mayberry (1986年) - マトロック (1986年-1995年) - アンダー・ブルー (1986年) - The Gift of Love (1994年) - Gramps (1995年) - Scattering Dad (1998年) - A Holiday Romance (1999年) - ドーソンズ・クリーク (2001年) |

## 栄誉
マウント・エアリーは『メイベリー110番』の架空の地であるメイベリーに因み、毎年『メイベリー・デイズ』として祭が行なわれる。
『メイベリー110番』のキャラクターであるアンディとオーピーの像がノースカロライナ州ローリーにあるピューレン・パーク(2003年)とマウント・エアリーのアンディ・グリフィス・プレイハウスに建てられた。
2009年9月26日、ノースカロライナ州マウント・エアリーにグリフィスにまつわる品々を集めた2,500平方フィート (230 m2)の世界最大のアンディ・グリフィス博物館が開業した。常設展示品の多くはこの博物館所有者であり、長年の友人でもあるエメット・フォレストの寄贈である 。
ギターメーカーのマーティンはアンディ・グリフィスのシグネチャー・モデルを製造。2004年、311台限定のD-18モデルが発表された。彼が所有していた1956 D-18を基に作られたものである。
1997年、『I Love to Tell the Story — 25 Timeless Hymns 』でグラミー賞最優秀南部カントリーまたはブルーグラス・ゴスペル・アルバム賞を受賞。
1999年、ルル・ロマン、バーバラ・マンドレル、デイヴィッド・L・クック、ゲイリー・S・パクストン、ジミー・スノウ、ロレッタ・リン、ジョディ・ミラーと共にカントリー・ゴスペル殿堂に殿堂入りした。
2002年10月、マウント・エアリーを通るハイウェイ52号線から延びる11マイル (18 km)がアンディ・グリフィス・パークウェイと名付けられた。
2005年11月9日、ジョージ・W・ブッシュ大統領より大統領自由勲章が授与された。
ノースカロライナ大学のメモリアル・ホール再開の統括に助力し、彼の経歴における多数の記念品を大学に寄付した。
2007年、クリスチャン・ミュージック殿堂博物館に殿堂入りした。
2010年、ノースカロライナ音楽の殿堂に殿堂入りした。